# 長谷川純子 (レースクイーン)
長谷川 純子（はせがわ じゅんこ、1987年6月3日 - ）は、ツーボックス大阪所属のレースクイーン。ニックネームはずんこ。京都府出身。血液型はO型。

## プロフィール
- 趣味は釣り、水墨画、水彩画、UFOキャッチャー、読書。
- 特技は書道で、硬筆八段、毛筆八段。
- 好きな食べ物はチョコレート、スイーツ。かつおぶし。